# José María García Landeira
José María García Landeira (15 de març de 1908, Madrid, 31 de diciembre de 1978, Madrid) fou un militar espanyol, general de brigada de l'arma de Cavalleria, que quan era capità s'aixecà contra el govern de la Segona República Espanyola el 1936 a Mallorca. Els primers mesos de la Guerra Civil participà en la formació de les milícies falangistes, en la repressió de membres i simpatitzants del Front Popular i en la defensa contra el desembarcament de Mallorca per part de tropes republicanes. Durant la dictadura franquista fou governador militar de Santander.
Alferes des del 1923 ascendí a tinent el 1928 estant destinat al Regiment de Llancers del Príncep, núm. 3. El 10 d'agost de 1932 fou un dels acusats a Madrid en l'intent de cop d'estat conegut com la Sanjurjada i el setembre de 1932 fou deportat a Villa Cisneros. El 1933 retornà a la península amb la resta de deportats per ser jutjats, però la fiscalia li retirà l'acusació. El 1936 seguia destinat al mateix regiment, que aleshores rebia el nom de Regiment de Caçadors de Calatrava, núm. 2.

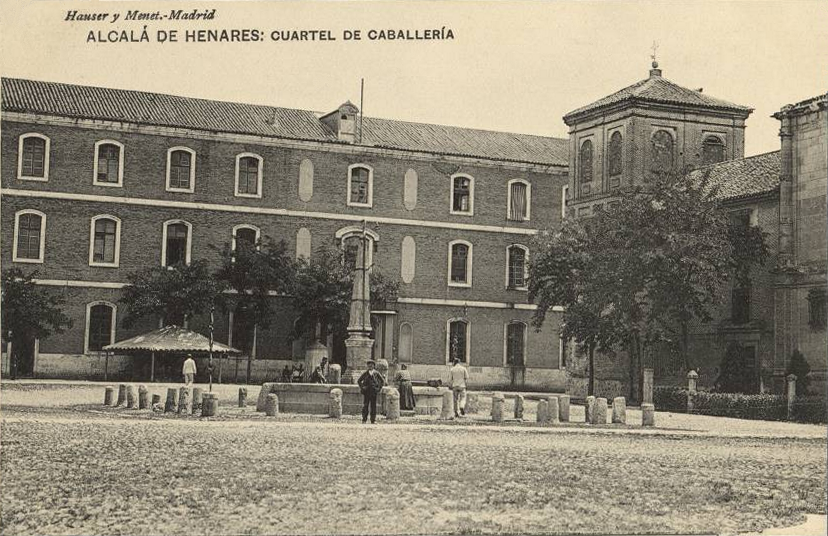
Quarter de Cavalleria del Príncipe, dit de San Diego, a Alcalà de Henares cap el 1912

Formà part dels anomenats Jinetes de Alcalá, un grup de militars de l'arma de Cavalleria adscrits als Regiments de Caçadors de Calatrava, núm. 2, i de Villarrobledo, núm. 3, destinats a Alcalá de Henares, que a finals de juny de 1936 foren confinats al castell de Sant Carles de Palma, Mallorca. El Govern de la Segona República aprofità uns greus incidents entre soldats i membres de partits d'esquerra per fer neteja de conspiradors d'aquests dos regiments. Al castell de Sant Carles conegueren al cap de la Falange Española a Mallorca, Alfonso de Zayas, que també estava empresonat i que els posà amb contacte amb els militars que s'havien d'aixecar contra la República. Quan es produí el pronunciament militar del 18 de juliol de 1936, aquests militars es posaren a les ordres dels avalotats, participaren en la formació de les milícies falangistes, en la repressió dels membres i simpatitzants del Front Popular (detencions il·legals, tortures i assassinats) i intervengueren en la defensa contra el desembarcament de Mallorca de tropes republicanes l'agost de 1936. L'octubre del mateix any fou ascendit a capità.
Després d'uns mesos a Mallorca tornà a la península i fou destinat al mateix regiment de Cavalleria. El 1955 havia ascendit a tinent coronel. El 1966 ja era coronel i dirigia el Regiment Lleuger Cuirassat de Cavalleria Alcántara, núm. 10. L'octubre de 1967 fou ascendit a general de brigada i nomenat governador militar de Santander. El febrer de 1968 li concediren la Gran Creu de la Reial i Militar Orde de Sant Hermenegild, el juliol de 1968 li concediren la Gran Creu del Mèrit Naval amb distintiu blanc, i el 18 de juliol de 1973 li concediren la Gran Creu del Mèrit Militar amb distintiu blanc. El novembre de 1973 l'anomenaren Director de Personal. El 1974 cessà en el càrrec de vocal del Consell Superior d'Acció Social, quan passà a la reserva.